# Mariene ecoregio Guyana
De Mariene ecoregio Guyana (71) (Engels: Guianan marine ecoregion) is een biogeografische regio en ligt in het westen van de Atlantische Oceaan in de Mariene provincie Noordelijk Braziliaans Plat (13) in het Marien rijk Tropische Atlantische Oceaan. De mariene ecoregio is vastgesteld door het World Wide Fund for Nature en The Nature Conservancy en is vernoemd naar de Guyana's.
In het noordwesten grenst het gebied aan de mariene ecoregio Zuidelijke Caraïben (66) en in het zuidoosten aan de mariene ecoregio Amazonia (72). Naar het noorden ligt de mariene ecoregio Oostelijke Caraïben (64).

## Geografie
De mariene ecoregio ligt in het westen van de Atlantische Oceaan voor de noordoostkust van Venezuela, voor de oost-, zuid- en westkust van het eiland Trinidad van Trinidad en Tobago en voor de noordkusten van Guyana, Suriname en Frans-Guyana. Het gebied strekt zich uit van het noordoostelijke punt van het eiland Trinidad van Trinidad en Tobago tot aan monding van de grensrivier Oiapoque op de grens van Frans-Guyana met Brazilië. Het gebied omvat eveneens de Golf van Paria, het estuaria/mondingen van de Essequibo, Corantijn, Coppename, Surinamerivier, Commewijne, Marowijne, Cayenne, Mahury en Approuague.
Door het gebied stroomt de Guyanastroom.

## Biogeografie
Het gebied kent zeeleven dat houdt van tropische temperaturen.